# Anoplognathini
Anoplognathini — триба хлебных жуков и хрущиков из семейства пластинчатоусых.

## Описание
Жуки среднего размера с короткими и крепкими ногами. Надкрылья голые и гладкие, красноватой окраски.

## Распространение
Триба насчитывает более 200 видов, распространенных в Австралии, Центральной и Южной Америке.

## Классификация
- Триба Anoplognathini MacLeay, 1819
  - Подтриба Anoplognathina MacLeay, 1819 — Австралия
    - Род Anoplognathus Leach, 1815 — 38 видов
    - Род Anoplostethus Brullé, 1837 — 3 вида
    - Род Calloodes White, 1845 — 4 вида
    - Род Epichrysus White, 1841 — 1 вид
    - Род Paraschizognathus Ohaus, 1904 — 13 видов
    - Род Repsimus MacLeay, 1819 — 2 вида
    - Род Wambo Allsopp, 1988 — 1 вид

  - Подтриба Brachysternina Burmeister, 1844 — Аргентина и Чили.
    - Род Aulacopalpus Guérin-Ménéville, 1838 — 9 видов
    - Род Brachysternus Guérin-Ménéville, 1831 — 7 видов
    - Род Hyalomorpha Arrow, 1899 — 1 вид

  - Подтриба Phalangogoniina Ohaus, 1918 — Центральная Америка
    - Род Phalangogonia Burmeister, 1844 — 8 видов

  - Подтриба Platycoeliina Burmeister, 1844 — Южная Америка
    - Род Platycoelia Dejean, 1833 — 62 вида

  - Подтриба Schizognathina Ohaus, 1918 — Австралия
    - Род Amblochilus Blanchard, 1851 — 1 вид
    - Род Amblyterus MacLeay, 1819 — 9 видов
    - Род Bilobatus Machatschke, 1970 — 2 вида
    - Род Clilopocha Lea, 1914 — 5 видов
    - Род Dungoorus Carne, 1958 — 1 вид
    - Род Eosaulostomus Carne, 1956 — 6 видов
    - Род Exochogenys Carne, 1958 — 1 вид
    - Род Mesystoechus Waterhouse, 1878 — 2 вида
    - Род Mimadoretus Arrow, 1901 — 3 вида
    - Род Pseudoschizognathus Ohaus, 1904 — 3 вида
    - Род Saulostomus Waterhouse, 1878 — 5 видов
    - Род Schizognathus Fischer von Waldheim, 1823 — 8 видов
    - Род Triplognathus Ohaus, 1904 — 1 вид